# Varessia
Varessia korábbi község (település) Franciaországban, Jura megyében. 2016. január 1-jén Arthenas, Essia és Saint-Laurent-la-Roche  községgel egyesült és La Chailleuse új község része lett.
Lakosainak száma 33 fő (2018. január 1.). Varessia Essia, La Chailleuse, Reithouse és Rothonay községekkel határos.

## Népesség
A település népessége az elmúlt években az alábbi módon változott:
| Lakosok száma | 29   | 13   | 13   | 19   | 24   | 36   | 39   | 37   | 33   | 33   |
|               | 1962 | 1968 | 1982 | 1990 | 1999 | 2008 | 2011 | 2013 | 2017 | 2018 |